# Blok 52
Blok 52 is een Surinaamse aardgas- en aardolieconcessie op 130 kilometer voor de kust op een diepte van tussen de 50 en 200 meter. Het blok heeft een omvang van 4749 km². In het blok, ten oosten van Blok 58, werd voor het eerst in december 2020 aardgas en in november 2023 aardolie aangetroffen.
Staatsolie Maatschappij Suriname hield van februari tot juni 2012 een aanbesteding voor blok 52 en blok 53 en sloot in april 2013 een productiedelingscontract voor dit blok met het Maleisische olieconcern Petronas. Er werden afspraken gemaakt over de exploratie en de eventuele ontwikkeling en productie. De exploratiefase bestond uit de boring van een exploratieput en de verzameling van seismische gegevens, waarbij de kosten voor Petronas waren tenzij er een vondst gedaan zou worden voor commerciële winning. In dat laatste geval gold terugbetaling van de kosten en had kan Staatsolie een deelname van maximaal 20% kunnen opeisen.
In juni 2013 kocht het Duitse olieconcern RWE zich in met 40% in Blok 52. In april 2016 begonnen de Deutsche Erdoel AG (DEA), een dochtermaatschappij van RWE, en Petronas met het boren van de put Roselle-I vanaf het mobiele boorplatform Ralph Coffman-Rowan. Er werd drie maanden gepland, maar geen olie of gas aangetroffen.

## Aardgas- en olievondsten
De belangen van de olieput waren in december 2020 gewijzigd in 50% voor Petronas en 50% voor ExxonMobil, toen er met de Maersk Developer-rig in de exploratieput Sloanea-1 aardgas werd gevonden op een diepte van 4780 meter. In augustus 2024 werd ook in Sloanea-2 aardgas aangetroffen, waardoor Petronas de mogelijkheden overweegt om hier een drijvend aardgasproject op te zetten.
In november 2023 deden Petronas en ExxonMobil een aardolievondst in de exploratieput Roystonea-1 van 904 meter diep, waarbij er op 5315 meter diepte werd geboord. Deze ligt op 185 kilometer uit de kust. In Roystonea-1 werd in mei 2024 een nieuwe vondst gedaan, waarbij zowel aardolie als aardgas werden aangetroffen.

## Overzicht
Gas
- December 2022: Sloanea-1[4]
- November 2023: Roystonea-1[7]
- Augustus 2024: Sloanea-2[5]

Olie
- November 2023: Roystonea-1 (1e)[6]
- November 2023: Roystonea-1 (2e)[7]

Spelers:
Staatsolie Maatschappij Suriname · Tout Lui Faut-raffinaderij · Energie Autoriteit Suriname · Suriname Energy, Oil & Gas Summit · Suriname Energy Chamber · Caribbean Energy Chamber
Onshore:
Calcutta-olieveld ·
Tambaredjo-olieveld ·
Tambaredjo Noordwest
Offshore:
Blok 52 ·
Blok 53 ·
Blok 58